# Coucher de soleil rouge
Coucher de soleil rouge ou Coucher de soleil rouge sur le Dniepr (en russe : Красный закат ou Красный закат на Днепре) est un tableau du peintre russe Arkhip Kouïndji (1841/1842-1910), réalisé entre 1905 et 1908. Il est exposé au Metropolitan Museum of Art à New York (inventaire n° 1974.100). Les dimensions du tableau sont de 134,6 cm sur 188 cm,.

## Histoire
Coucher de soleil rouge est un des derniers grands tableaux réalisés par Kouïndji. Les autres tableaux de cette époque sont La Nuit (1905—1908, au Musée russe) et Volga (1905-1908, musée national d'art d'Azerbaïdjan).
Après la mort de Kouïndji en 1910, le tableau Coucher de soleil rouge a été, conformément à ses dernières volontés, offert à la Société des artistes A. Kouïndji, société de peintres créée en 1909 à Saint-Pétersbourg. En 1916/1918, le tableau a été vendu à K. B. Demborskom pour 22 500 roubles. À la fin des années 1960, le tableau se trouvait dans la collection de Piotr Tretiakov à New York. Puis il est revendu à trois reprises et finalement il est acheté par le Metropolitan Museum of Art en avril 1974.

## Critiques
Dans son ouvrage consacré à l'œuvre de Kouïndji, Vitali Manine écrit:
« Avec sa toile Coucher de soleil rouge Kouïndji apparaît comme un adorateur de l'astre solaire. Face à cette élégie du coucher de soleil, l'artiste apparaît comme un païen pacifique. La lueur du soleil en fusion remplit le monde de couleurs intenses et crée l'impression de contempler une puissante étoile du jour obligée de se soumettre aux forces de la nuit qui avance. Kouïndji oppose des éléments de la nature : la nuit et le jour, la tempête et le calme, la faiblesse et la force. La nuit lunaire semble être un espace sans limite. Le soleil, au contraire, se trouve à la surface de la sphère céleste. On peut voir ce coucher de soleil de deux manières : sous un aspect violent, mortifère ou sous l'aspect de naissance et de vie. Et il semble que ce soit sous cette dernière forme traditionnelle et populaire qu'il faut le regarder : comme une source de beauté et de vie. »

## Esquisses
Il existe aussi une esquisse de Kouïndji intitulée aussi Coucher de soleil rouge (1890—1895, huile sur carton, 19,2 × 35,5 cm), qui se trouve au Musée Russe, et une autre esquisse portant le même nom (1898—1908), qui se trouve dans la collection du musée de Marioupol.

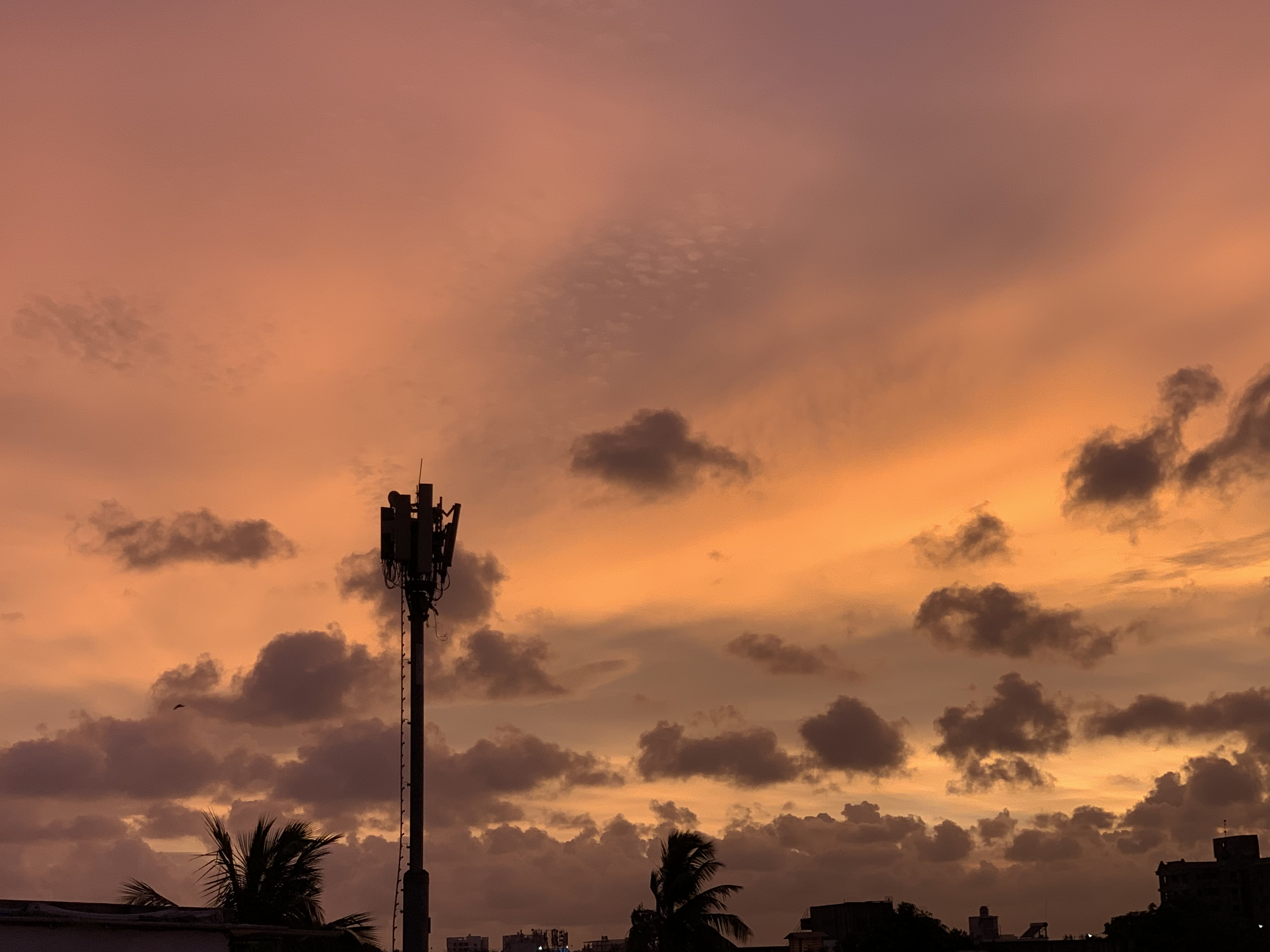
Photo cliquée par prasiddh dhameliya, Source de l'image

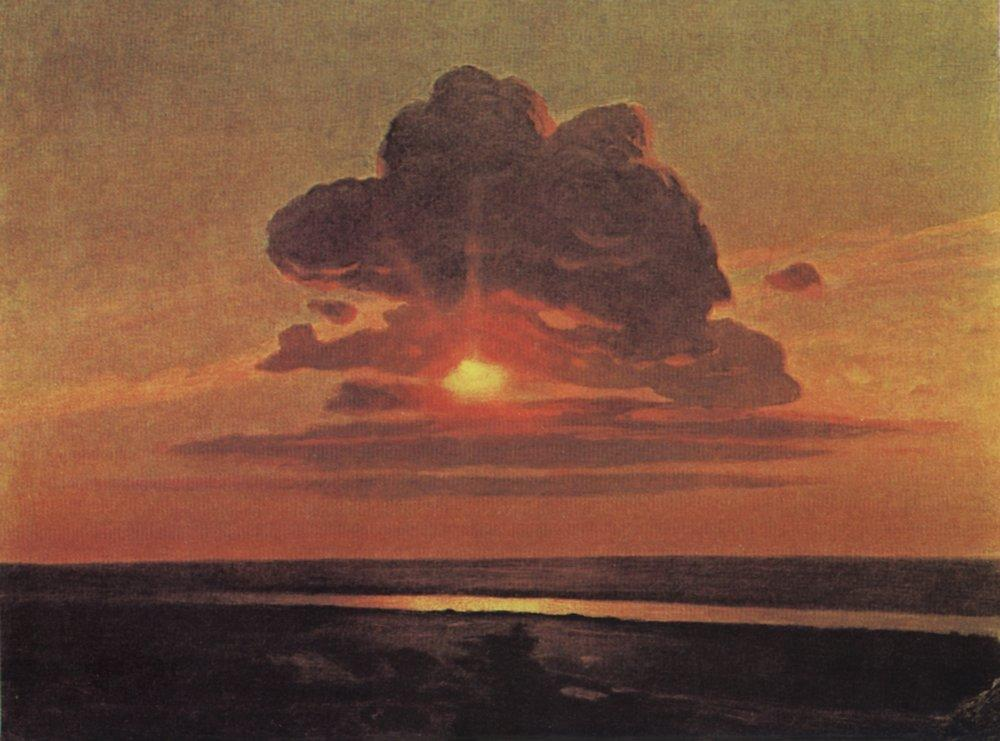
Coucher de soleil de Kouïndji 1898 1908, Musée de Marioupol